# Lomas costeras (ecosistema)

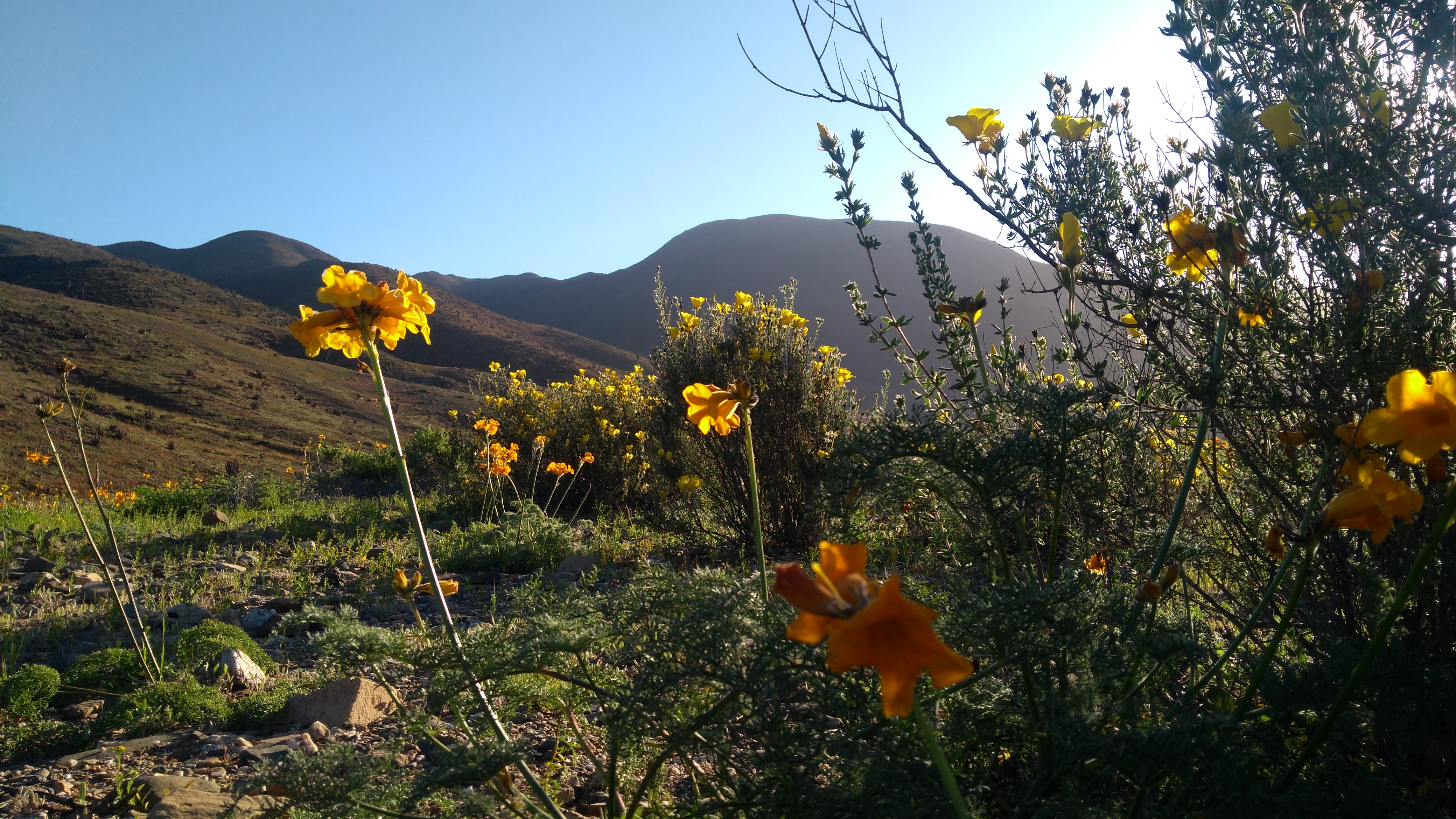

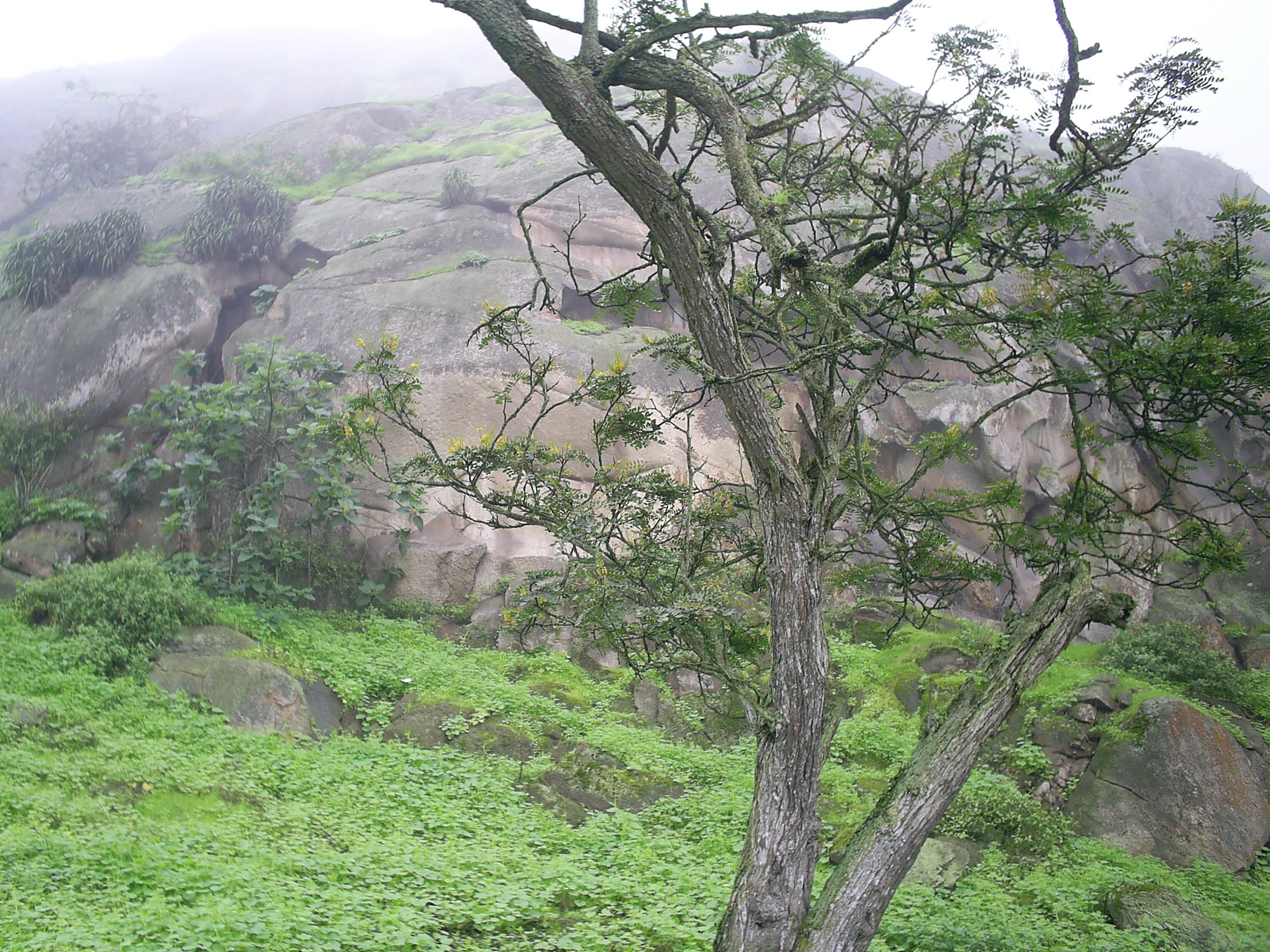
Loma de Lachay

El oasis de niebla o lomas costeras es un ecosistema que se extiende a lo largo de los 3.000 km de la costa del Pacífico de Chile y Perú, en los desierto de Sechura y Atacama. Este ecosistema tienen una extensión de 17.000 kilómetros cuadrados que abarca desde la península de Illescas hasta los llanos de Challe, Chile.

## Características
Se caracterizan por ser estacionales, el tiempo de mayor productividad se da durante la estación de invierno entre los meses de agosto y septiembre. Durante esta época las colinas que se llenan de flores y se vuelven verdes debido a la niebla proveniente del mar, vinculado a las corrientes de Humboldt y fenómenos climático del El Niño. En verano la vegetación se vuelve escasa.
Las corrientes marinas, los vientos, la altitud de los andes y los eventos climáticos extremos influyen en la cobertura vegetal de las lomas que florece a unos 500 metros sobre el nivel del mar y dependiendo de la humedad, el manto vegetal pude expandirse o retraerse y la variación en el mar puede hacer que haya menos.
Se han identificado tres tipos de este ecosistema: los efímeros que tienen plantas de rápida reproducción, aparece con poca frecuencia y su floración se da a cada 5 a 30 años; las de tillandasia que es un tipo de planta, y por último; los herbáceos y leñosos, ricos en biodiversidad y verdoso.
En estos lugares se han identificado 1.200 especies de plantas y flores, de ellas, 52% son endémicas entre las que se incluye papa, tomate, calabaza y papaya, así como especies de plantas medicinales. Estos espacios sirven también como corredores silvestres ára especies como guanacos (llamas silvestres), zorros del desierto, cóndores y gatos de las pampas.
Este ecosistema es sensible a las fluctuaciones de las condiciones climáticas y marinas y solo el 4% se encuentra bajo protección y es amenazada por factores humanos como el desarrollo urbano, las invasiones, el sobrepastoreo, la contaminación y la minería.
En el Perú se han identificado 67 lomas que representa el 0.64 % del territorio nacional, las más destacadas son las de Trujillo, Casma, Lachay, Iguanil, Chancay y Chancayllo, Chilca, Pongo o Acarí, Jahuay, Atiquipa, Arantes, Yuta, Jesús, Yerbabuena, Atico, Camaná, Ilo y Sama.

## Legislación peruana sobre las lomas
En el año 2020 se aprobó el Decreto Supremo 011-2019-MINAM, mediante el cual se establece el cuidado y la conservación del ACR Sistema de Lomas de Lima, donde se permite la protección, el aprovechamiento y la extracción de recursos naturales prioritariamente por las poblaciones locales.